# Област Корча
Област Корча или Област Горица (алб. Rrethi i Korçës), је једна од 36 области Албаније. Има 194.000 становника (процена 2004) од којих је значајан број Грка и Арумуна.
Обухвата општине: Виткућ, Воскоп, Воскопој (Москопоље), Врештаз, Гор (Гора), Дренов (Дреново), Корч (Горица), Љекас, Љибоник, Љићенас (Пустец), Маљић, Могљиц (Могилица), Молај, Пирг, Појан (Пољани) и Ћендр Буљгарец (Буљгарец Центар).